# وارن‌ویل (ایلینوی)
وارن‌ویل، ایلینوی (به انگلیسی: Warrenville, Illinois) یک شهر در ایالات متحده آمریکا با جمعیت ۱۳٬۳۱۶ نفر است که در ایلی‌نوی واقع شده‌است.

## موقعیت جغرافیایی
موقعیت جغرافیایی شهرها و مناطق اطراف به شرح زیر است: